# Быковский стекольный завод
Быковский стекольный завод — промышленное предприятие в посёлке городского типа Быковка Романовского района Житомирской области Украины, прекратившее своё существование.

## История
Стекольный завод в селе Быковка Житомирского уезда Волынской губернии Российской империи был создан в 1852 году, поскольку в окрестностях этого села были обнаружены залежи кварцевого песка, полевого шпата и иного минерального сырья, необходимого для производства стекла.
В январе 1918 года в селе была установлена Советская власть и завод был национализирован. В ходе гражданской войны предприятие пострадало, но в дальнейшем было восстановлено и возобновило работу.
В ходе Великой Отечественной войны в 1941—1943 гг. селение находилось под немецкой оккупацией. После войны завод был восстановлен, возобновил работу и в дальнейшем стал предприятием союзного значения.
По состоянию на начало 1973 года, на заводе работали 35 человек инженерно-технического персонала и свыше 600 рабочих. К этому времени за производственные достижения 80 работников завода были награждены орденами и медалями СССР.
В целом, в советское время завод являлся крупнейшим предприятием посёлка, на его балансе находились заводской Дом культуры, заводской клуб, столовая, АТС и иные объекты социальной инфраструктуры.
После провозглашения независимости Украины государственное предприятие было преобразовано в открытое акционерное общество. В условиях разрыва хозяйственных связей и экономического кризиса 1990х годов положение завода осложнилось, вместо изделий из медицинского стекла он начал выпускать стеклотару (200-мл детские молочные бутылки, 0,5-литровые бутылки для бытовой химии, бутылки для спиртных напитков и др.). В дальнейшем, завод остановил работу и к началу ноября 2007 года был разобран на металлолом.